# Plexippoides digitatus
Plexippoides digitatus là một loài nhện trong họ Salticidae.
Loài này thuộc chi Plexippoides. Plexippoides digitatus được Peng & Li miêu tả năm 2002.